# Cattedrali a Barbados
Questa è una lista delle cattedrali a Barbados.

## Cattedrale anglicana
| Cattedrale                | Diocesi               | Città      | Dedicazione | Immagine |
| ------------------------- | --------------------- | ---------- | ----------- | -------- |
| Cattedrale di San Michele | Diocesi di Bridgetown | Bridgetown | San Michele |          |

## Cattedrale cattolica
| Cattedrale                 | Diocesi               | Città      | Dedicazione  | Immagine |
| -------------------------- | --------------------- | ---------- | ------------ | -------- |
| Cattedrale di San Patrizio | Diocesi di Bridgetown | Bridgetown | San Patrizio |          |